# Мари Юнгстед
Мари Юнгстед (на шведски: Mari Jungstedt) е шведска журналистка, сценаристка и писателка на произведения в жанра криминален роман.

## Биография и творчество
Мари Юнгстед е родена на 31 октомври 1962 г. в Стокхолм, Швеция. Има по-големи брат и сестра. Баща ѝ е алкохолик и през 1972 г. майка ѝ се развежда. След това тя живее бедно с трите си деца в Кунгсенген и Висбю.
След завършване на следното си образование първо учи икономика в университета в Упсала, а след това постъпва в Педагогическия институт в Стокхолм, но не завършва. Владее английски и испански език и работи като екскурзовод на латиноамерикански туристи в Швеция, Норвегия, Дания, Финландия и Съветския съюз. Прекарва почти две години в САЩ в Мауи, Флорида, Калифорния и Ню Йорк, където работи като модел и сервитьорка в джаз клуб. Известно време живее във Франция и Мадейра, където работи като агент по недвижими имоти.
В периода 1990 – 1993 г. учи във Висшето училище по журналистика в Сундсвал. След дипломирането си работи като репортер в шведското радио, където води рубриката „Ехо на деня“, а после работи десет години като журналист в шведската телевизия за регионалната информационна програма „ABS-nytt“. Работила е и в шведския канал TV4 по програмата „Förkväll“.
Първият ѝ роман „Den du inte ser“ (Този, който не виждате) от поредицата „Комисар Андерс Кнутас“ е издаден през 2003 г. На фона на красивия, ветровит и мистериозен Готланд и в Стокхолм, комисарят Андерс Кнутас от полицията във Висбю разследва заплетени убийства с помощта на инспекторката Карин Якобсон, телевизионния журналист Йохан Берг и учителя Ема Уинърве. Романът става бестселър и я прави известна. В периода 2007 – 2012 г. поредицата е екранизирана в телевизионния сериал „Комисарят и морето“ с участието на Уолтър Ситлер, Паприка Стейн и Ингер Нилсон.
Произведенията на писателката неизменно са в списъците на бестселърите, като сама в Швеция са издадени в над 5 милиона екземпляра.
През 1998 г. се омъжва за журналиста Сенет Никласон. Имат две деца – Ребека и Себастиан. Развеждат се през 2012 г. През 2005 г. със Сенет Никласон основават издателската компания „Nextpage AB“, която организира и срещи на писатели и журналисти с обществеността. След развода им, компанията става собственост на Мари Юнгстед и синът им Себастиан.
През 2012 г. се срещна в Гран Канария с норвежкия писател Рубен Елиасен, за когото се омъжва през 2014 г. През 2014 г. е издаден съвместният им роман „En mörkare himmel“ (По-тъмно небе) от поредицата „Гран Канария“.
Мари Юнгстед живее със семейството си в предградието Нака на Стокхолм и на Канарските острови.

## Произведения

### Серия „Комисар Андерс Кнутас“ (Anders Knutas)
1. Den du inte ser (2003)
2. I denna stilla natt (2004)
3. Den inre kretsen (2005)
4. Den döende dandyn (2006)
5. I denna ljuva sommartid (2007)
6. Den mörka ängeln (2008)
7. Den dubbla tystnaden (2009)
8. Den farliga leken (2010)
9. Det fjärde offret (2011)
10. Den sista akten (2012)
11. Du går inte ensam (2013)
12. Den man älskar (2014)
13. Det andra ansiktet (2016)
14. Ett mörker mitt ibland oss (2018)
15. Jag ser dig (2019)

### Серия „Гран Канария“ (Gran Canaria)
1. En mörkare himmel (2014) – с Рубен Елиасен
2. Det förlovade landet (2017)

### Серия „Апартамент в Малага“ (Málagasviten)
1. Innan molnen kommer (2020)

### Екранизации
- 2007 – 2012 Der Kommissar und das Meer – тв сериал, 9 епизода